# La Storia Di Un Ragazzo Chiamato Adriano Celentano
«La Storia Di Un Ragazzo Chiamato Adriano Celentano» (укр. «Історія одного хлопця, який зветься Адріано Челентано») — збірник пісень італійського співака та кіноактора Адріано Челентано, випущений у 1973 році під лейблами «Clan Celentano» і «Ariola». Збірник вийшов до 35-річчя Челентано.

## Про збірник
До збірника увійшли найкращі пісні з репертуару Адріано Челентано 1959—1972 років. Всі пісні вийшли раніше як сингли на LP-платівках у 45 обертів. 
Буклет збірника містив комікс про життя Челентано за ці роки. Сам співак був зображений на обкладинці, що летів на відьмі — Бефані, в день якої він народився (6 січня). Вони пролітали над містом, де на рекламних плакатах, всюди на будинках, були портрети Адріано — замисленого співака і годинникового майстра за роботою.
Видання збірника складалося з двох LP-платівок, яке випускалося в Італії та Іспанії. Також збірник випускався на касетах. В Венесуелі випускалося скорочене видання збірника на одній платівці, яке містило 14 пісень.

## Трек-лист
LP

### Перша платівка
Сторона «А»
| #  | Назва                         | Автор слів                    | Автор музики              | Рік  | Тривалість |
| -- | ----------------------------- | ----------------------------- | ------------------------- | ---- | ---------- |
| 1. | «Il tuo bacio è come un rock» | Лучіо Фульчі, П'єро Вівареллі | Адріано Челентано         | 1959 | 1:58       |
| 2. | «24.000 baci»                 | Лучіо Фульчі, П'єро Вівареллі | Адріано Челентано         | 1961 | 2:16       |
| 3. | «Impazzivo per te»            | Мікі Дель Прете               | Адріано Челентано         | 1960 | 1:58       |
| 4. | «Stai lontana da me»          | Могол                         | Боб Хіллард, Берт Бакарак | 1962 | 2:12       |
| 5. | «Sei rimasta sola»            | Мікі Дель Прете               | Рікі Джанко               | 1962 | 2:23       |
| 6. | «Pregherò»                    | Дон Бакі                      | Бен Кінг, Елмо Глік       | 1962 | 2:58       |
| 7. | «Il tangaccio»                | Мікі Дель Прете, Могол        | Джанні Маркетті           | 1963 | 2:04       |
| 8. | «Grazie, prego, scusi»        | Мікі Дель Прете, Могол        | Джанні Маркетті           | 1963 | 2:05       |

Сторона «Б»
| #   | Назва                           | Автор слів                      | Автор музики                        | Рік  | Тривалість |
| --- | ------------------------------- | ------------------------------- | ----------------------------------- | ---- | ---------- |
| 9.  | «La coppia più bella del mondo» | Лучано Беретта, Мікі Дель Прете | Паоло Конте                         | 1967 | 3:03       |
| 10. | «Azzurro»                       | Віто Паллавічіні                | Паоло Конте                         | 1968 | 3:40       |
| 11. | «La storia di Serafino»         | Лучано Беретта, Мікі Дель Прете | Адріано Челентано, Карло Рустікеллі | 1969 | 3:52       |
| 12. | «Storia d'amore»                | Лучано Беретта, Мікі Дель Прете | Адріано Челентано                   | 1969 | 4:50       |
| 13. | «Chi non lavora non fa l'amore» | Лучано Беретта, Мікі Дель Прете | Адріано Челентано                   | 1970 | 3:05       |
| 14. | «Viola»                         | Лучано Беретта, Мікі Дель Прете | Нандо Де Лука                       | 1970 | 3:48       |

### Друга платівка
Сторона «А»
| #   | Назва                        | Автор слів                      | Автор музики                     | Рік  | Тривалість |
| --- | ---------------------------- | ------------------------------- | -------------------------------- | ---- | ---------- |
| 15. | «Sabato triste»              | Дон Бакі, Мікі Дель Прете       | Адріано Челентано                | 1963 | 3:22       |
| 16. | «Il problema più importante» | Лучано Беретта, Мікі Дель Прете | Руді Кларк                       | 1964 | 2:30       |
| 17. | «Ciao ragazzi»               | Мікі Дель Прете, Могол          | Адріано Челентано, Детто Маріано | 1965 | 2:33       |
| 18. | «Il ragazzo della via Gluck» | Лучано Беретта, Мікі Дель Прете | Адріано Челентано                | 1966 | 4:06       |
| 19. | «Mondo in Mi 7a»             | Мікі Дель Прете, Могол          | Адріано Челентано                | 1966 | 6:10       |

Сторона «Б»
| #       | Назва                       | Автор слів                      | Автор музики      | Рік  | Тривалість |
| ------- | --------------------------- | ------------------------------- | ----------------- | ---- | ---------- |
| 20.     | «Sotto le lenzuola»         | Лучано Беретта, Мікі Дель Прете | Адріано Челентано | 1971 | 4:18       |
| 21.     | «Er più»                    | Лучано Беретта, Мікі Дель Прете | Карло Рустікеллі  | 1971 | 3:04       |
| 22.     | «Una storia come questa»    | Мікі Дель Прете                 | Гоффредо Канаріні | 1971 | 4:26       |
| 23.     | «L'albero di 30 piani»      | Адріано Челентано               | Адріано Челентано | 1972 | 4:02       |
| 24.     | «Prisencolinensinainciusol» | Адріано Челентано               | Адріано Челентано | 1972 | 3:50       |
| 1:19:46 |                             |                                 |                   |      |            |

## Видання
| Назва                                                     | Лейбл          | Маркування   | Країна    | Рік  |
| --------------------------------------------------------- | -------------- | ------------ | --------- | ---- |
| La Storia Di Un Ragazzo Chiamato Adriano Celentano (2xLP) | Clan Celentano | CLN 68215    | Італія    | 1973 |
| La Storia Di Un Ragazzo Chiamato Adriano Celentano (Cass) | Clan Celentano | 40 CLN 65383 | Італія    | 1973 |
| La Storia Di Un Ragazzo Chiamato Adriano Celentano (2xLP) | Ariola         | 82.182-XD    | Іспанія   | 1973 |
| La Storia Di Un Ragazzo Chiamato Adriano Celentano (LP)   | CBS            | DCS-713      | Венесуела | 1974 |